# Cycas pranburiensis
Espèce
Statut de conservation UICN

 CR B1ab : 
En danger critique
Cycas pranburiensis est une espèce de cycas endémique de Thaïlande. On le trouve uniquement dans la région du parc national Khao Sam Roi Yot, dans la province de Prachuap Khiri Khan   . Il doit son nom au district de Pran Buri en Thaïlande, où il a été découvert. 

## Description
Ce Cycas pranburiensis est assez rare et de taille moyenne , avec des troncs élancés, lisses, jaunâtres, et une petite couronne de feuilles pennées d'environ 1 m de long. Sa distribution est très localisée, d'où son statut critique, il n'est connu que sur des collines et falaises calcaires le long de la côte de la péninsule Thaïlandaise .
Bien qu'elle ait été récoltée pour la première fois en 1926, cette espèce singulière et distinctive n'a été reconnue comme nouvelle que dans les années 1990 et n'a été décrite qu'en 1999.
C’est une cycadale à tige arborescente, jusqu’à 1(-3) m de haut et d’un diamètre de 8 à 10 cm.
Les feuilles, pennées, de 65 à 120 cm de long, sont disposées en couronne à l’apex de la tige et sont soutenues par un pétiole de 8 à 30 cm de long ; Chaque feuille est composée de 65 à 105 paires de folioles lancéolées, avec une marge entière, en moyenne de 14 à 24 cm de long, de couleur vert clair, insérées sur le rachis à un angle de 45 à 60°.
C’est une espèce dioïque  avec des spécimens mâles qui ont des microsporophylles disposées pour former des strobiles terminaux de forme ovoïde, de 20 à 25 cm de long et 8 à 10 cm de large et des spécimens femelles avec des mégasporophylles qui se trouvent en grand nombre dans la partie supérieure de la tige, avec l’apparition de feuilles pennées qui renferment les ovules, au nombre de 2-4.
Les graines sont ovoïdes, de 35 à 40 mm de long, recouvertes d’un tégument orange.